# М'язова система

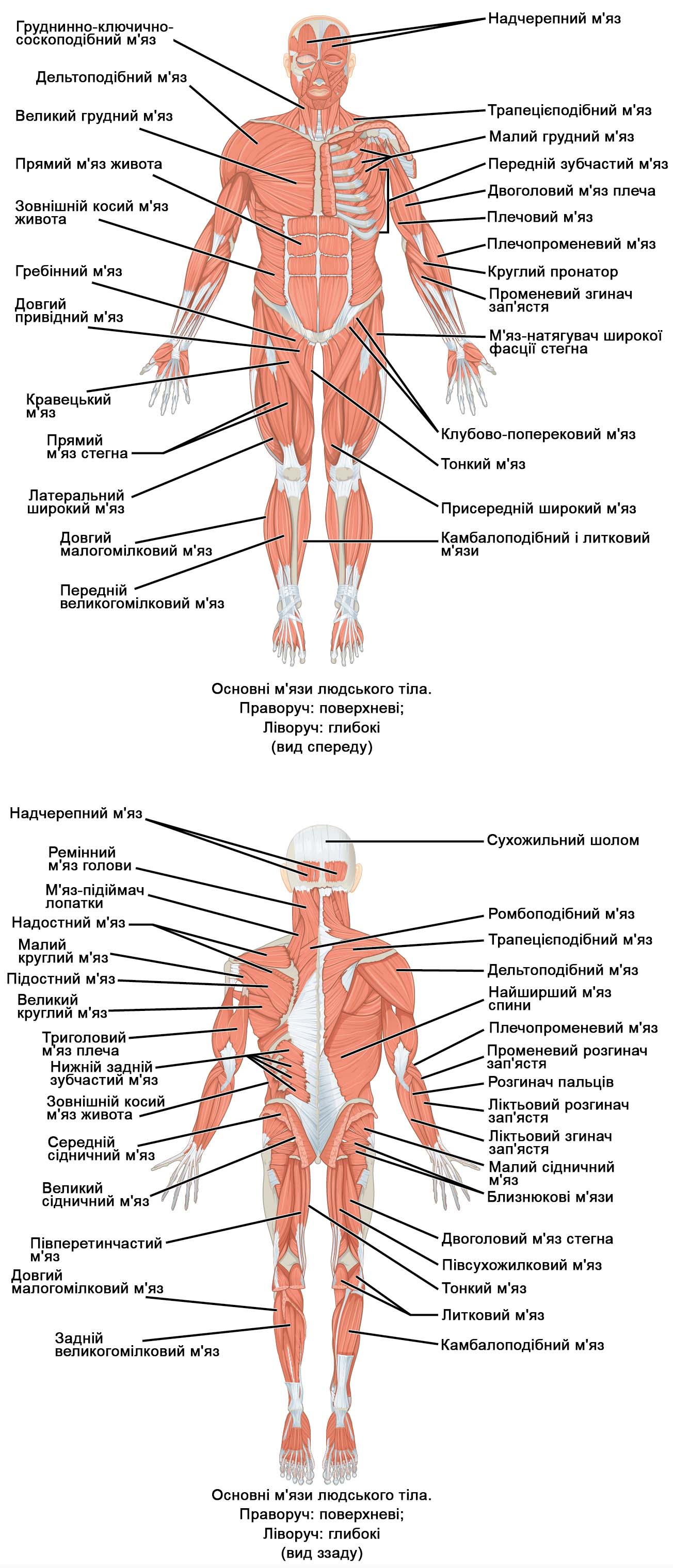
Головні м'язи людського тіла

М'язова система (мускулатура) — система органів вищих тварин і людини, утворена скелетними м'язами, які, скорочуючись, приводять в рух кістки скелета, завдяки якій організмом здійснюється рух в усіх його проявах.
М'язова система відсутня в одноклітинних і губок, але і ці тварини не позбавлені спроможності рухатись.
М'язова система являє собою сукупність здатних до скорочення м'язових волокон, об'єднаних в жмуток, який формує особливі органи — м'язи або ж самостійно входять до складу внутрішніх органів. Маса м'язів набагато більша, ніж маса інших органів: у хребетних тварин вона може досягати 50 % маси всього тіла, у дорослої людини — до 40 %. М'язова тканина тварин також називається м'ясо і поряд з деякими іншими складовими тіл тварин вживається в їжу. В м'язових тканинах відбувається перетворення хімічної енергії в механічну енергію і теплоту.
У хребетних мускулатуру поділяють на дві основні групи:
- Соматична (тобто укладена в стінках порожнини тіла («соми»), що заключає в себе нутрощі, а також утворює основну масу кінцівок):
  - Скелетні м'язи (вони ж поперечносмугасті, або довільні). Кріпляться до кісток. Складаються з дуже довгих волокон, довжина від 1 до 10 см, форма — циліндрична. Їх поперечна смугастість обумовлена наявністю чергуючого двоякопереломлюючого прохідного світла дисків — анізотропних, більш темних, і однопереломлюючих світло — ізотропних, більш світлих. Кожне м'язове волокно складається з недиференційованої цитоплазми, або саркоплазми, з численними ядрами, розташованими по периферії, яка містить велике число диференційованих поперечносмугастих міофібрил. Периферія м'язового волокна оточена прозорою оболонкою, або сарколемою, що містить фібрили колагенової природи. Невеликі групи м'язових волокон оточені з'єднувально-тканинною оболонкою — ендомізієм, endomysium; більші комплекси представлені жмутками м'язових волокон, які складені в пухку з'єднувальну тканину — внутрішню перемізію, perimysium internum; весь м'яз в цілому оточений зовнішньою перемізією, perimysium externum. Всі з'єднувальнотканинні структури м'яза, від сарколеми до зовнішньої перемізії, є продовженням одне одного і безперервно зв'язаних між собою. Весь м'яз одягає з'єднувальнотканинний футляр — фасція, fascia. До кожного м'яза підходить один або декілька нервів і кровоспостачаючих їх судин. І ті й інші проникають в товщину м'язів в області так званого нервовосудинного поля, area nervovasculosa. За допомогою м'яз зберігається рівновага тіла, проводиться переміщення в просторі, здійснюються дихальні і ковтальні рухи. Ці м'язи скорочуються зусиллям волі під дією імпульсів, що надходять до них по нервах із центральної нервової системи. Характерні сильні та швидкі скорочення і швидкий розвиток утоми.
- Вісцеральна (тобто та, що входить до складу нутрощів, функціонально не пристосованих до руху тіла в просторі):
  - Гладкі м'язи (немимовільні). Вони знаходяться в стінках внутрішніх органів і судин. Для них характерні довжина: 0,02—0,2 мм, форма: веретеноподібна, одне овальне ядро в центрі, немає смугастості. Ці м'язи беруть участь у транспортації вмісту порожнистих органів, наприклад, їжі по кишечнику, в регуляції кров'яного тиску, звуженні й розширенні зіниць та інших немимовільних рухах усередині організму. Гладкі м'язи скорочуються під дією вегетативної нервової системи. Характерні повільні ритмічні скорочення, що не викликають утоми.
  - Серцевий м'яз. Він є тільки в серці. Цей м'яз невтомно скорочується протягом всього життя, забезпечуючи рух крові по судинах та доставку життєво важливих речовин тканинам. Серцевий м'яз скорочується самостійно, а вегетативна нервова система тільки регулює її роботу.

У тілі людини приблизно 400 поперечносмугастих м'язів, скорочення яких керується центральною нервовою системою.

## Функції м'язової системи
- рухова;
- захисна (наприклад, захист черевної порожнини черевним пресом);
- формуюча (розвиток м'язів в деякому ступені визначає форму тіла та функцію інших систем, наприклад, дихальної);
- енергетична (перетворення хімічної енергії в механічну й теплову).